# 4318 Baťa
4318 Baťa è un asteroide della fascia principale. Scoperto nel 1980, presenta un'orbita caratterizzata da un semiasse maggiore pari a 3,2205190 UA e da un'eccentricità di 0,1069397, inclinata di 9,55784° rispetto all'eclittica.
L'asteroide è dedicato all'imprenditore ceco Tomáš Baťa.